# История Марии (цикл картин Карпаччо)
История Марии (итал. Storie della Vergine) — цикл из шести картин итальянского художника эпохи Возрождения Витторе Карпаччо, выполненный для Скуолы дельи Альбанези (итал. Scuola degli Albanesi) в Венеции. Сейчас картины хранятся в нескольких музеях Италии.

### История создания
Проникновение Венецианской республики на восточный берег Адриатики и установление тесных торговых связей с албанцами привели к формированию албанской общины в самой Венеции. Диаспора стала увеличиваться особенно быстро во второй половине XV века в связи с притоком беженцев, старавшихся укрыться от османских завоевателей. Вождю албанцев Скандербегу удавалось противостоять экспансии турок, но после его смерти в 1468 году и падения Шкодера в 1479 году множеству албанцев пришлось искать убежище на берегах венецианской лагуны.

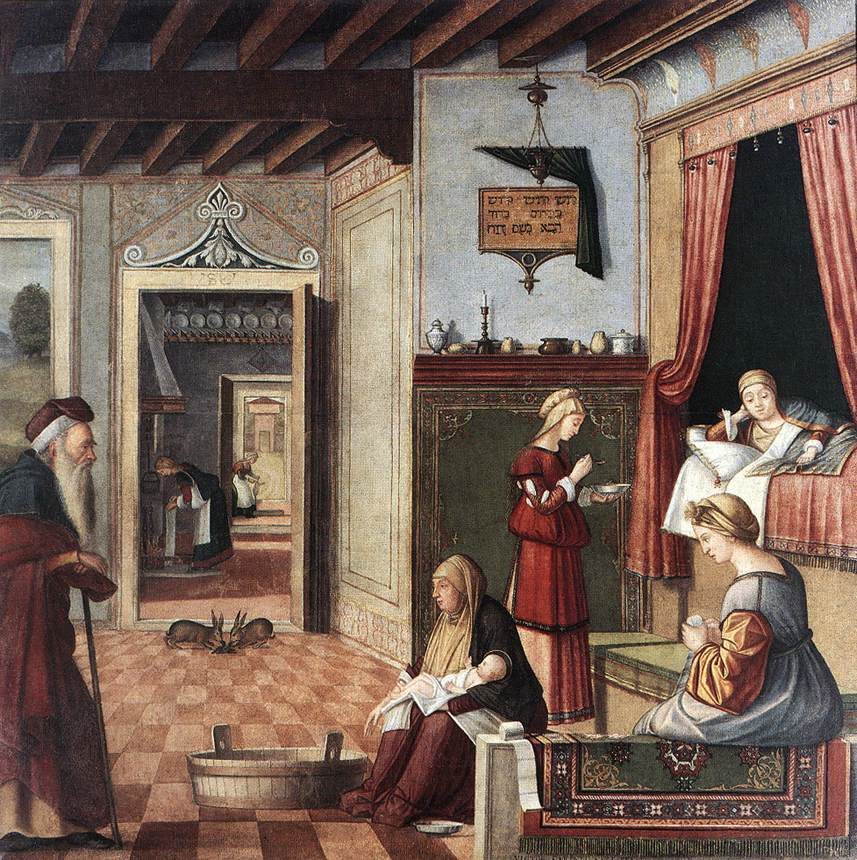
Рождество Богоматери

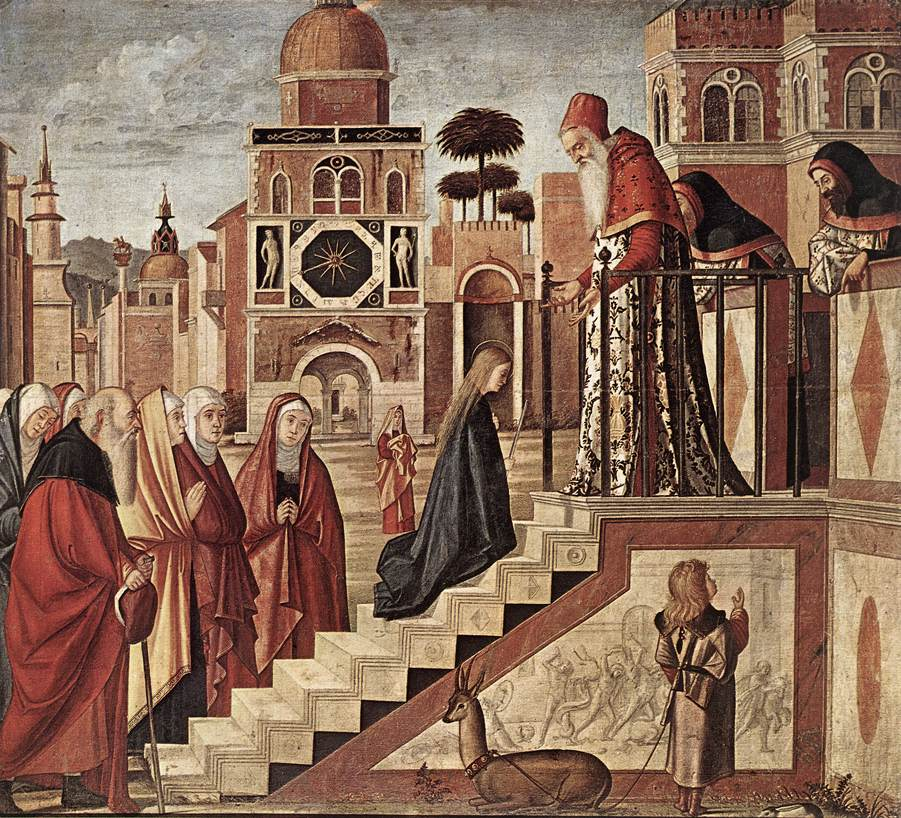
Введение Марии во храм

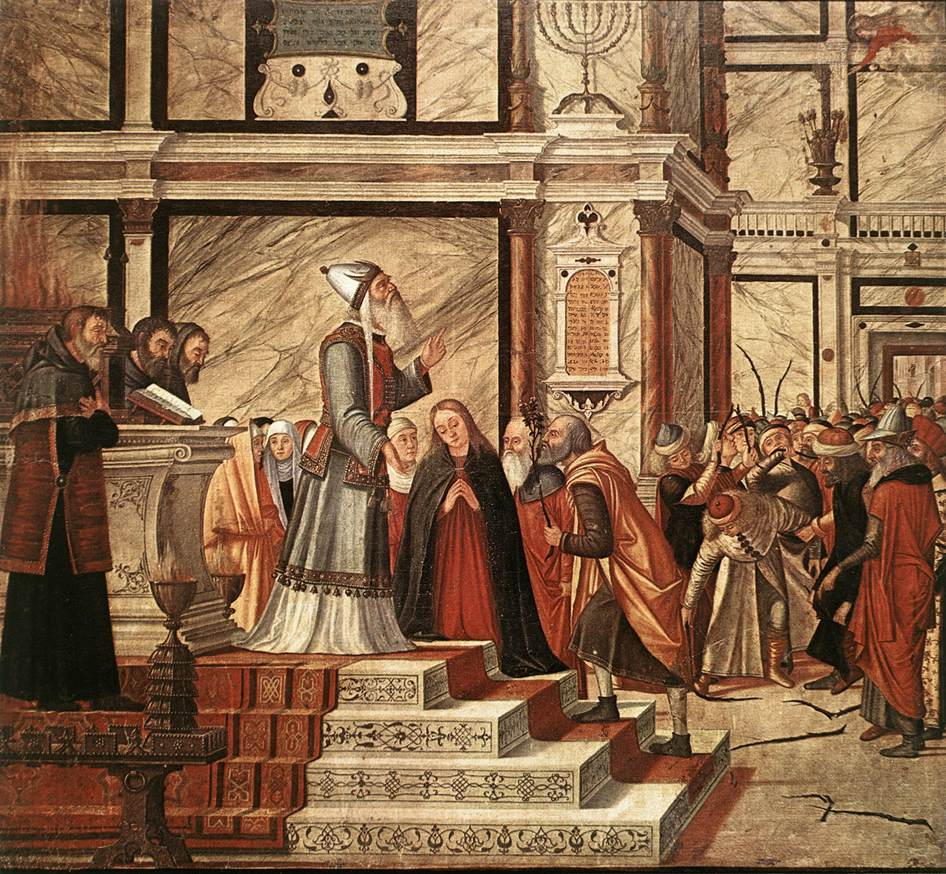
Чудо процветшего жезла (Обручение Марии)

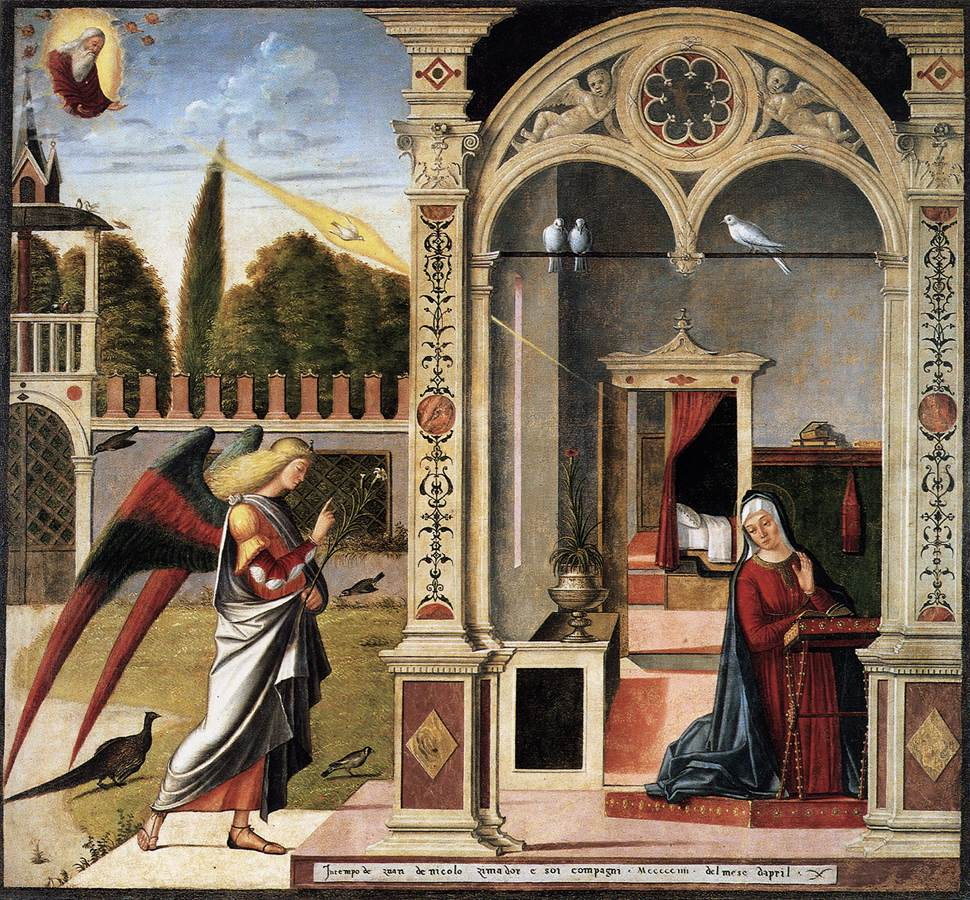
Благовещение

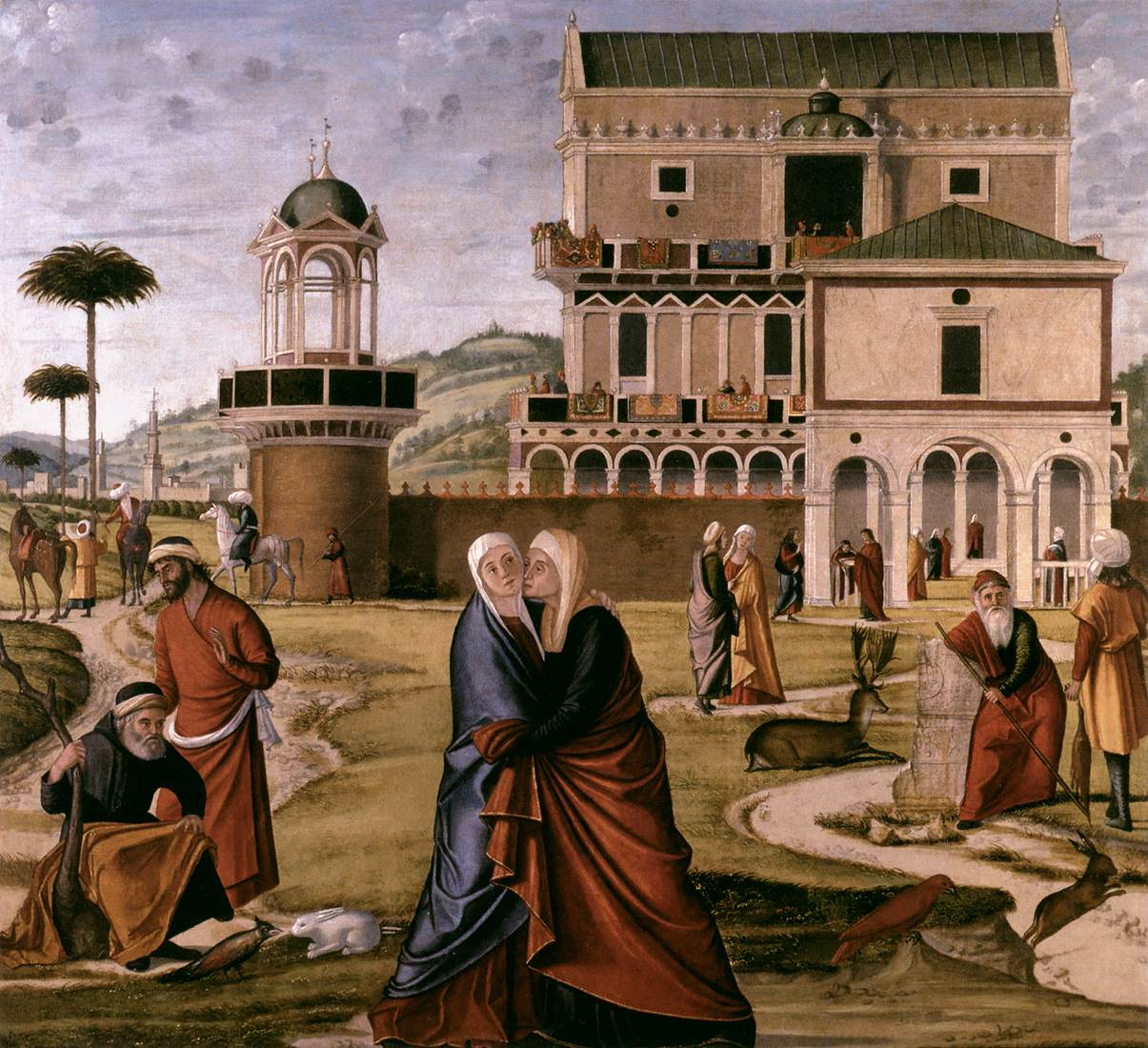
Встреча Марии и Елизаветы

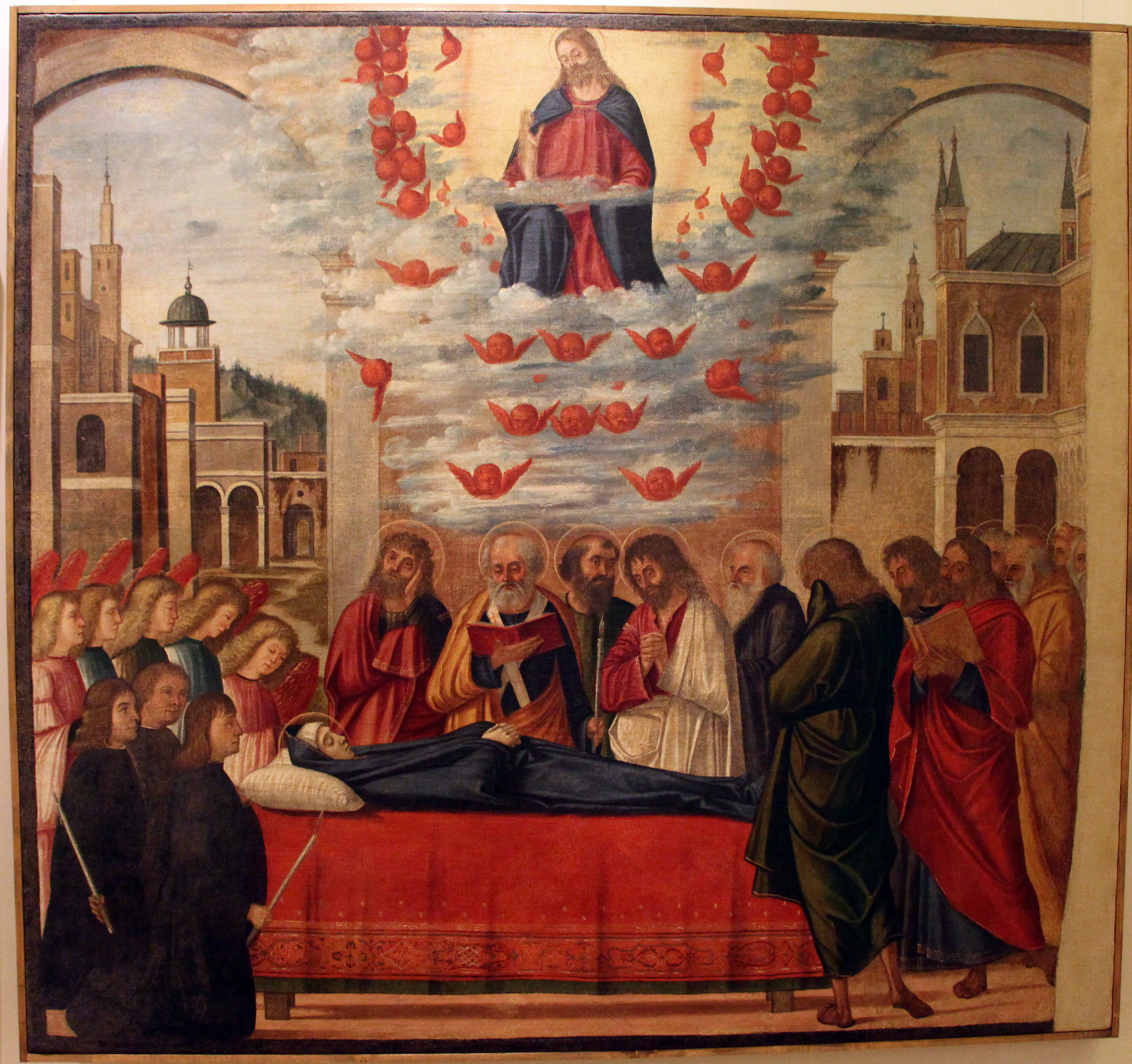
Успение Богородицы

Но ещё до этих событий, в 1442 году, выходцы из Албании основали братство (скуолу), которое с 1447 года размещалось при церкви Сан-Маурицио (здание было перестроено в 1590 году). Покровителями Скуолы стали святой Галл, святой Маврикий и Дева Мария. Помещения Скуолы включали два зала собраний (итал. Albergo) на первом и втором этажах. В 1504 году Карпаччо получил заказ на украшение верхнего зала серией из нескольких картин на сюжеты из жизни Богородицы. Художник уже снискал признание циклом картин, посвященных святой Урсуле, и в это время трудился над украшением Скуолы дела Скьявоне, основанной славянскими выходцами из Далмации. Между албанской и далматинской диаспорами существовала своего рода конкуренция, и чтобы не отстать от конкурентов, албанцы тоже решили предложить заказ популярному художнику.
Карпаччо создал для Скуолы дельи Альбанези шесть полотен:
- Рождество Богоматери, 1502—1504, 126,8 x 129,1 см, Бергамо, Академия Каррара[5];
- Введение Марии во храм, 1502—1504, 130 × 137 см, Милан, Пинакотека Брера[6];
- Чудо процветшего жезла (Обручение Марии), 1502—1504, 130 × 140 см, Милан, Пинакотека Брера[7];
- Благовещение, 130 × 140 см, Венеция, Галерея Франкетти в Ка-д’Оро[8];
- Встреча Марии и Елизаветы, 1504, 130 × 140 см, Венеция, Галерея Франкетти в Ка-д’Оро[9];
- Успение Богородицы, 1505—1506, 130 × 141 см, Венеция, Галерея Франкетти в Ка-д’Оро[10].

Большинство специалистов соглашаются с тем, что работы, выполненные для Скуолы дельи Альбанези, значительно уступают по своему художественному уровню циклу, созданному для Скуолы Сан-Джорджо дельи Скьявони: далматинская диаспора была значительно богаче албанской. Предполагают, что работы в большой степени были выполнены учениками Карпаччо.
В XVIII веке албанское братство прекратило своё существование, а его помещение было передано братству пекарей (Pistori) вместе с картинами Карпаччо. После захвата Венеции Наполеоном большинство скуол и братств были закрыты, а хранившиеся там произведения искусства реквизированы и рассеяны по различным собраниям.

### Сюжет и описание картин
Карпаччо изобразил традиционные сюжеты богородичного цикла, многократно использованные его предшественниками. Сюжеты были известны современникам Карпаччо не только из канонических евангелий, но также из средневековых житийных сборников, особенно популярной была «Золотая легенда» Иакова Ворагинского.
Цикл начинается с «Рождества Богоматери». Художник помещает сцену в интерьер венецианской спальни, изображённой с мельчайшими бытовыми деталями. Кровать в алькове под балдахином покрыта нарядным одеялом. В кровати мать новорожденной Марии, святая Анна, опираясь на руку, следит за служанками, готовящимися купать младенца в деревянном корыте. Слева на переднем плане старик с пышной седой бородой — святой Иоаким. Справа — молодая женщина, сидя на красивом ковре, сворачивет в рулон пеленальную ленту — свивальник. Интересно, что та же фигура использована в другой картине Карпаччо, «Читающая Мадонна», хранящейся ныне в вашингтонской Национальной галерее. Через открытую дверь мы видим анфиладу бытовых помещений, кухню, где служанка ощипывает птицу. На стене надпись на древнееврейском «Свят, Свят, Свят на Небесах благословен грядущий во имя Господа». Художник вводит символические детали: пара кроликов, грызущих капустный лист, олицетворяют плодородие, целомудрие и любовь. Кролики и зайцы были широко распространены в венецианском искусстве эпохи Возрождения как символ непорочного зачатия, что связано с мифом о том, что эти животные способны размножаться без партнера.
Карпаччо поместил сюжет второй картины, «Введения Богородицы во храм», в обстановку ренессансного города. Юная Мария взбирается по ступеням храма, пересекающим полотно по диагонали. Её ждет первосвященник, который будет содержать её в храме как посвященную деву до совершеннолетия. Слева мы можем видеть Иоахима, Анну и Елизавету. Башня с циферблатом, размеченным еврейскими цифрами, на заднем плане похожа на часовую башню на площади Синьории в Падуе. Боковая поверхность лестницы украшена рельефом с батальным сюжетом, напоминающим римские саркофаги. Перед лестницей — мальчик с олененком на поводке и кроликом.
Полотно «Обручение Марии» отражает события, описанные в главе CXXXI «Золотой легенды». Первосвященник услышал голос из Святая Святых, повелевший вызвать в храм всех неженатых мужчин с деревянными жезлами. Тот, чей жезл даст побег, и на верхушку которого снизойдет Святой Дух в образе голубя, должен стать женихом Марии. В центре композиции мы видим первосвященника на возвышении, перед ним склонилась Мария, рядом с нею — пожилой Иосиф с расцветшим посохом. Справа на заднем плане — неудачливые претенденты ломают свои посохи. Сцена разворачивается в интерьере храма, что обозначено двумя курильницами рядом с алтарем и менорой, стоящей на архитраве.
Сюжет четвертого полотна — «Благовещение» — один из самых популярных. Как и многие его предшественники, Карпаччо разделил композицию на две части. Слева находится сад с решётчатой оградой. В саду ангел с лилией в руке благословляет Марию, преклонившую колени в роскошной лоджии справа, выстроенной в ломбардском архитектурном стиле. Через дверь на заднем плане видна кровать с подушкой и откинутыми простынями.
Пятый сюжет — «Встреча Марии и Елизаветы». Задний план формируют здания ренессансной венецианской архитектуры, которым придают восточный колорит пальмы, минареты и люди в тюрбанах.
Шестое полотно, «Успение Богородицы», изображает Богоматерь на смертном ложе в окружении апостолов. Святой Пётр с книгой в руке произносит слова молитвы. Три фигуры слева — доноры и члены правления Скуолы. В верхней части картины Иисус, окруженный кольцом херувимов, принимает душу Марии, представленную художником, согласно традиции, в виде маленького ребенка. В 1508 году художник с некоторыми изменениями повторил эту композицию для феррарской церкви Санта-Мария ин Вадо.